# Кератри, Огюст Иларион

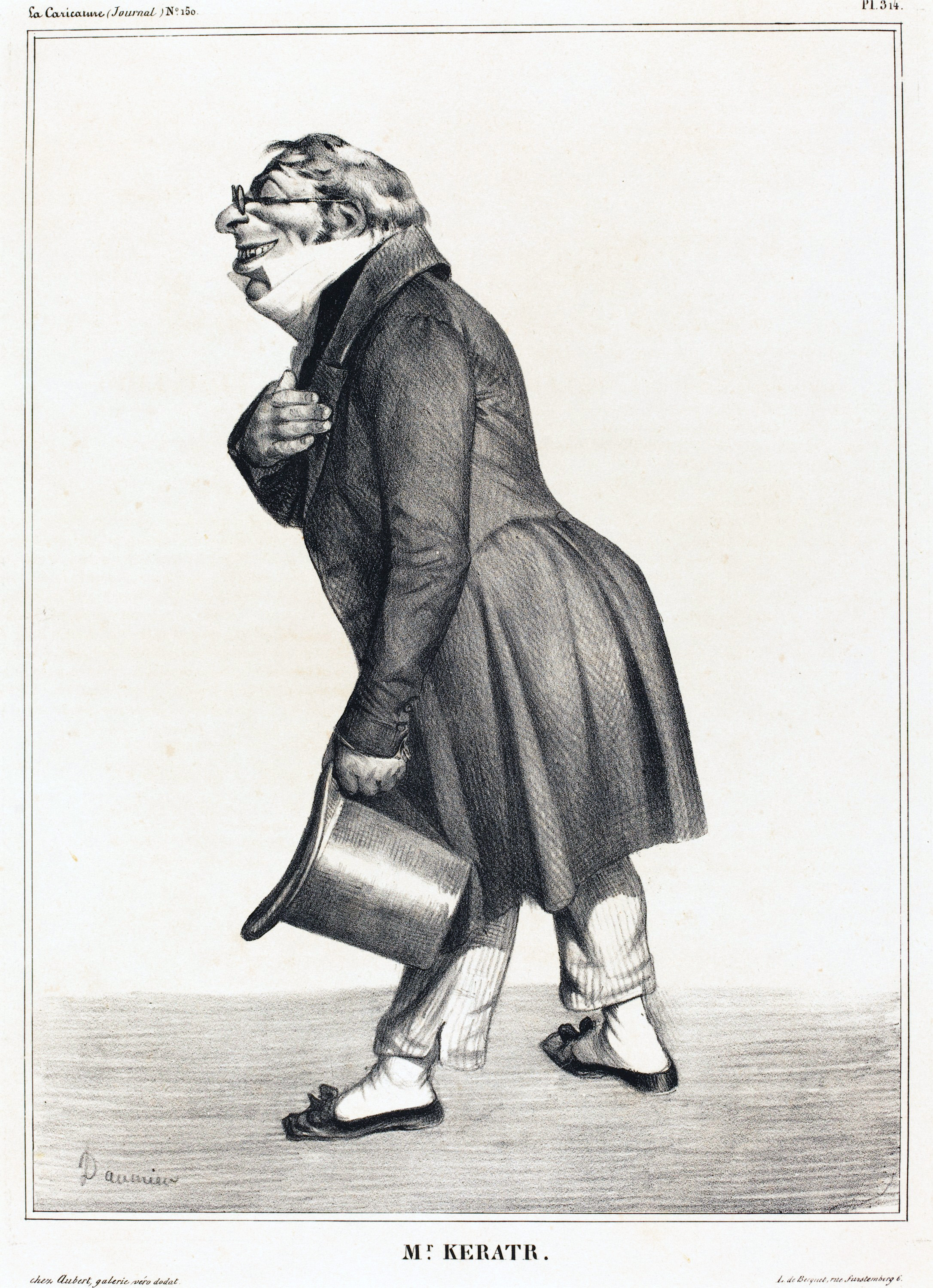
Карикатура, Оноре Домье, 1833

Огюст Иларион Кератри (фр. Auguste-Hilarion Kératry; 1769—1859) — французский писатель. Отец Эмиля Кератри, французского писателя и политического деятеля.
Сторонник конституционной монархии, был депутатом при Луи-Филиппе. В 1791 году напечатал книгу «Contes et Idylles». Писал нравоучительные романы и этюды спиритуалистического и богословского характера; из них более известны: «Mon habit mordoré»; «Ruth et Noémi»; «De l’existence de Dieu et de l’immortalité de l’âme», «Du beau dans les arts d’imitations etc.». В своём философском сочинении «Inductions morales et physiologiques» он пытался объяснить возникновение и развитие мира из единого разумного существа.